# Hlapec
Hlapec je bil delavec na kmetiji.
V prejšnjih stoletjih je imela skoraj vsaka kmetija vsaj enega ali pa več hlapcev in dekel, stanovali so na kmetiji kjer so tudi delali, v zameno za njihovo delo so imeli brezplačno hrano, pijačo in spanje v skednju redko v hiši. Plačilo za njihovo delo je bilo skromno podobno žepnini,